# Павлик, Стефан
Стефан Павлик (пол. Stefan Pawlik; 11 июля 1864, Мысленице — 22 ноября 1926, Львов) — польский экономист в области земледелия, в 1920—1921 годах — ректор Львовской политехники.

## Биография
Родился 11 июля 1864 года в Мысленице, Польша. Окончил реальную школу в Кракове, в 1885—1888 годах изучал земледелие в Вене, специализировался в области экономики и администрации земледелия в Вене и Берлине. В 1891 году, защитил диссертацию по философии на тему «Техника и молочарская кооперация в Германии», стал доктором в Липску. С 1911 — во Львовской политехнике.
В течение 1891—1919 гг. профессор Аграрной академии в Дублянах, в 1909—1919 годах — доцент отдела полеводческой администрации во Львовской политехнике. В 1918—1919 годах директор Земледельческой академии в Дублянах. В 1919-20 учебном году — первый декан Земледельческо-лесного отдела Львовской Политехники. В следующем 1920—1921 учебном году — ректор Политехники.
В научном багаже более 200 трудов по экономике земледелия и истории сельского хозяйства. Был членом правления Галицкого хозяйственного общества, советником Министерства земледелия в Варшаве, членом многих обществ.
Умер 22 ноября 1926 года во Львове.
В 1936 году посмертно награждён Командорским крестом ордена Возрождения Польши.

## Научные труды
- «Die Molkerei Genossenschaften im Deutschen Reiche» (Краков, 1891)
- «Gospodarstwo ekstensywne i intensywne» (Львов, 1893)
- «Rzut oka na gospodarstwa wiejskie w Galicji» (Львов, 1993)
- «Ekonomiczne nawozenie roli» (Львов, 1894)
- «Przyczynek do rozwoju kolonizacyi niemieckiej w Wielkopolsce» (Краков, 1896)
- «Okresy robocze w gospodarce ziem Polskich» (Варшава, 1907)
- «Polskie instruktarze ekonomiczne» (Краков, 1914).